# Château fort de Nesle
Ne pas confondre avec le château-fort de Nesles, à Seringes-et-Nesles dans l'Aisne.
Le château-fort de Nesle est situé à Nesle-et-Massoult (Côte-d'Or) en Bourgogne-Franche-Comté.

## Localisation
Dans le Châtillonnais, le château se situe à la sortie nord-est de Nesle sur l'arête d'un éperon rocheux qui domine un virage en épingle de la RD 19 reliant Nesle à Massoult.

## Historique
Le château primitif date du XIIIe siècle. La preuve de cette datation est apportée par le cartulaire de ce château, inventaire des actes consignés par le premier seigneur des lieux entre 1217 et 1282, conservé au musée Condé de Chantilly (Oise) : il s’agit d’un petit volume de 117 folios de parchemin, en excellent état car reliés postérieurement par le duc d'Aumale afin d'en assurer la conservation. Le cartulaire de Nesle contient 83 actes écrits de 1217 à 1282, sur parchemin, en latin et en moyen français,  auxquels s’ajoute un censier.
Ce cartulaire du XIIIe siècle a fait l’objet d’une communication « Un seigneur face à ses archives : le cartulaire de Jean, seigneur de Nesle (Bourgogne, vers 1270) », lors du colloque international qui s’est tenu à Thouars, du 8 au 10 juin 2006,
En 1418, Jacques de Courtiamble sollicite auprès de Jean sans Peur (1371-1419), duc de Bourgogne, l'accroissement de son fief de Nesle. Philippe Pot (1428-1493), chevalier de l'ordre de la Toison d'or et grand sénéchal de Bourgogne en hérite par sa mère Marguerite de Courtiambles. En 1512, celui-ci revient à Guillaume de Montmorency. En 1695, le château comporte deux tours carrées de 4 à 5 étages et une basse-cour, le tout ceint de murailles. En 1794, le lieu dépend de l'hôpital de Chantilly dont le prince de Condé est seigneur honoraire. Aujourd'hui, seul un corps de logis subsiste, encore habité. [réf. souhaitée].

## Architecture
Le château remanié jusqu'au XVIIe siècle revêt l'aspect d'une maison-forte aux belles proportions. 
Au sud, un mur en grand appareil, base d'un donjon, est encore visible. 
À l'est de la terrasse inférieure, le corps de logis d'origine conserve deux fenêtres à meneaux et la grille d'une salle de garde. Il est relié au donjon par un mur de courtine surmonté d'un chemin de ronde dont la porte d'accès est encore visible.
À l'ouest de la terrasse subsistent un angle de bâtiment avec un corbeau de cheminée et la base d'une tourelle d'escalier octogonale.[réf. souhaitée].

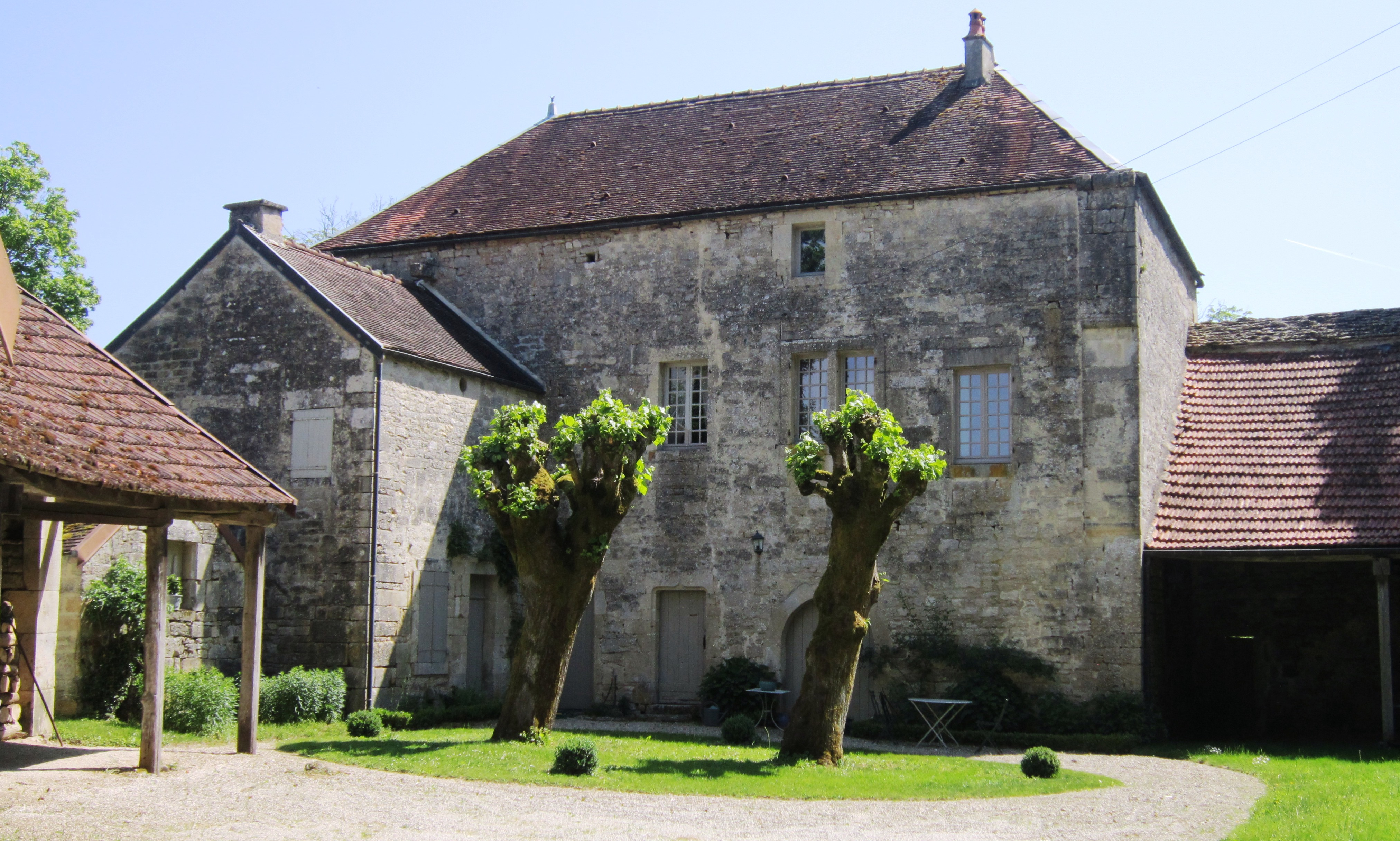
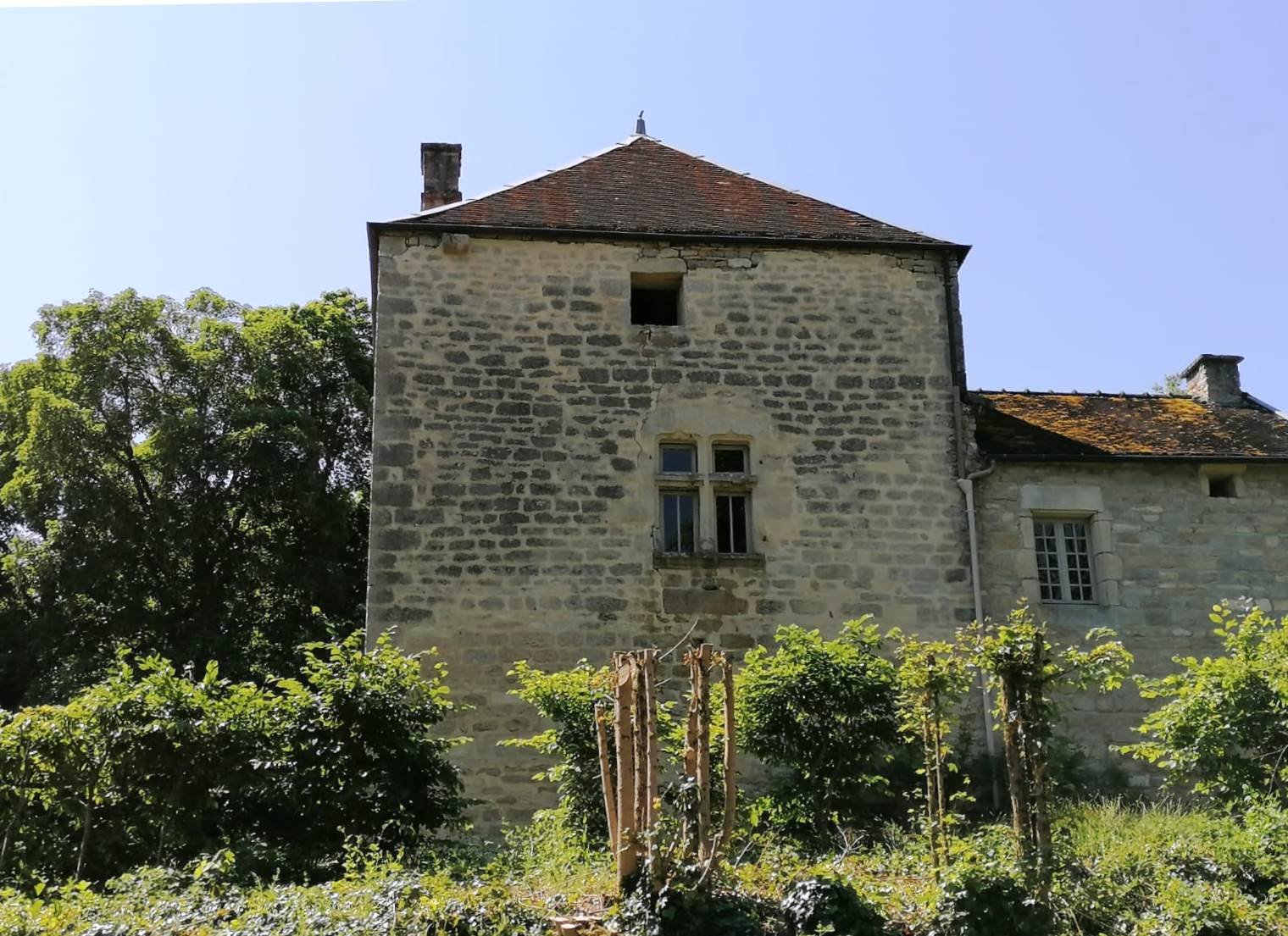